# آری‌واکا جانکشون (آریزونا)
آری‌واکا جانکشون (به انگلیسی: Arivaca Junction) یک منطقهٔ مسکونی در ایالات متحده آمریکا است که در شهرستان پیما، آریزونا واقع شده‌است. آری‌واکا جانکشون ۷٫۵۷ کیلومتر مربع مساحت و ۳۵٬۸۴۰ نفر جمعیت دارد و ۹۵۷ متر بالاتر از سطح دریا واقع شده‌است.